# Saison 2008-2009 du Biarritz olympique Pays basque
La saison 2008-2009 du Biarritz olympique Pays basque est la quatre-vingt-septième saison du club en première division du championnat de France depuis sa création, la treizième consécutive dans l'élite du rugby à XV français. Le club dispute la neuvième Heineken Cup de son histoire.
L'équipe évolue sous les directives de Jack Isaac (arrières) et Jacques Delmas (avants) jusqu'au 24 novembre 2008 puis de Laurent Rodriguez (directeur sportif), Jack Isaac (arrières) et Jean-Michel Gonzalez. Serge Blanco revient à la présidence du club en décembre 2008 dix ans après son départ à la Ligue nationale de rugby en remplacement de Marcel Martin.

## Avant-saison

### Transferts estivaux
Plusieurs joueurs historiques de l'effectif quittent le club à l'intersaison : Denis Avril, Serge Betsen, Petru Bălan, Julien Dupuy ou encore Jimmy Marlu. Des éléments confirmés sont recrutés, dont notamment Fabien Barcella et l'international anglais Magnus Lund. Benoît Lecouls dispute le début de saison avec le BO mais rejoint le Stade toulousain début septembre 2008 et est remplacé par le All-Black Campbell Johnstone. De jeunes joueurs prometteurs intègrent également le groupe professionnel, dont Wenceslas Lauret.

#### Arrivées
- Fabien Barcella, pilier (FC Auch)[5]
- Campbell Johnstone, pilier (Crusaders)
- Nicolaas Pretorius, pilier (Valke)
- Yvan Watremez, pilier (Stade toulousain)
- Antonin Raffault, talonneur (ASM Clermont)
- César Damiani, deuxième ligne (Stade toulousain)
- Magnus Lund, troisième ligne (Sale Sharks)[6]
- Peio Som, troisième ligne (sans club)[7]
- Valentin Courrent, demi de mêlée (Stade toulousain)[8]
- Laurent Tranier, centre (Stade toulousain)
- William Amoussou, ailier (Union Bordeaux Bègles)

#### Départs
- Denis Avril, pilier (Aviron bayonnais)
- Petru Vladimir Balan, pilier (Saint-Jean-de-Luz olympique)
- Giorgi Jgenti, pilier (Stade aurillacois)
- Benoît Lecouls, pilier (Stade toulousain)
- Hedley Wessels, pilier (US Dax)
- Matias Cortese, talonneur (Aviron bayonnais)
- Yohann Carpentier, deuxième ligne (Union sportive bressane)
- Santiago Dellapè, deuxième ligne (RC Toulon)
- Serge Betsen, troisième ligne (London Wasps)
- Steve Malonga, troisième ligne (Castres olympique)
- Julien Dupuy, demi de mêlée (Leicester Tigers)
- Denis Lison, centre (FC Grenoble)
- Jimmy Marlu, ailier (Union Bordeaux Bègles)
- Ashwin Willemse, ailier (Lions)

### Préparation de la saison
L'effectif reprend l'entraînement le 15 juillet sans les joueurs internationaux ayant disputé la tournée d'été. Deux matchs amicaux sont disputés contre la Section paloise (33-7) et Leicester (37-35).

## Saison régulière

### Championnat

#### Classement de la première phase
Le Biarritz olympique termine la première phase à la cinquième place, soit 15 victoires (dont 5 bonifiées) et 11 défaites (dont 6 bonifiées).
Le BO présente la cinquième attaque du championnat avec 516 points et la quatrième défense avec 398 points encaissés.
| Rang | Club                 | J  | V  | N | D  | Bo | Bd | Pm  | Pe  | Diff | Pts |
| ---- | -------------------- | -- | -- | - | -- | -- | -- | --- | --- | ---- | --- |
| 1    | USA Perpignan        | 26 | 20 | 1 | 5  | 8  | 2  | 615 | 374 | +241 | 92  |
| 2    | Stade toulousain (T) | 26 | 21 | 0 | 5  | 6  | 2  | 594 | 324 | +270 | 92  |
| 3    | ASM Clermont         | 26 | 16 | 1 | 9  | 9  | 8  | 754 | 367 | +387 | 83  |
| 4    | Stade français Paris | 26 | 16 | 1 | 9  | 7  | 5  | 622 | 430 | +192 | 78  |
| 5    | Biarritz olympique   | 26 | 15 | 0 | 11 | 5  | 6  | 516 | 398 | +118 | 71  |
| 6    | CA Brive             | 26 | 13 | 4 | 9  | 2  | 4  | 481 | 481 | 0    | 66  |
| 7    | Aviron bayonnais     | 26 | 14 | 2 | 10 | 2  | 4  | 475 | 481 | -6   | 66  |
| 8    | US Montauban         | 26 | 10 | 2 | 14 | 3  | 6  | 485 | 572 | -87  | 53  |
| 9    | RC Toulon (P)        | 26 | 9  | 2 | 15 | 3  | 8  | 409 | 488 | -79  | 51  |
| 10   | Montpellier HR       | 26 | 11 | 0 | 15 | 3  | 3  | 408 | 568 | -160 | 50  |
| 11   | CS Bourgoin-Jallieu  | 26 | 8  | 2 | 16 | 1  | 9  | 451 | 599 | -148 | 46  |
| 12   | Castres olympique    | 26 | 7  | 3 | 16 | 1  | 9  | 473 | 537 | -64  | 44  |
| 13   | US Dax               | 26 | 7  | 1 | 18 | 0  | 7  | 375 | 634 | -259 | 37  |
| 14   | Stade montois (P)    | 26 | 5  | 1 | 20 | 0  | 7  | 325 | 730 | -405 | 29  |

|  | Qualifiés pour la phase finale et la Coupe d'Europe 2009-2010 (no 1, no 2, no 3, no 4). |
|  | Qualifiés pour la Coupe d'Europe 2009-2010 (no 5, no 6). |
|  | Relégués en Pro D2 pour la saison 2009-2010 (no 13 et no 14). |
|  | T : tenant du titre 2008 • P : promus 2008 Avec 92 points chacun, Perpignan et Toulouse se départagent sur leurs rencontres des 6e et 19e journées : 5 points pour Perpignan et 4 points pour Toulouse. Avec 66 points chacun, Brive et Bayonne se départagent sur leurs rencontres des 8e et 21e journées : 5 points chacun avec une différence de points de +1 en faveur de Brive. |

Attribution des points : victoire sur tapis vert : 5, victoire : 4, match nul : 2, défaite : 0, forfait : -2 ; plus les bonus (offensif : 3 essais de plus que l'adversaire ; défensif : défaite par 7 points d'écart ou moins).
Règles de classement : 1. points terrain ; 2. points terrain obtenus dans les matches entre équipes concernées ; 3. différence de points dans les matches entre équipes concernées ; 4. différence entre essais marqués et concédés dans les matches entre équipes concernées ; 5. différence de points ; 6. différence entre essais marqués et concédés ; 7. nombre de points marqués ; 8. nombre d'essais marqués ; 9. nombre de forfaits n'ayant pas entraîné de forfait général ; 10. place la saison précédente ; 11. nombre de personnes suspendues après un match de championnat.

### Coupe d’Europe
Le BO partage la poule 6 avec les équipes suivantes :
- Gloucester RFC des internationaux Iain Balshaw, James Simpson-Daniel, Mike Tindall, Olly Barkley, Olivier Azam, Marco Bortolami, Lesley Vainikolo et Alasdair Strockosch.
- les Cardiff Blues de Martyn Williams, Nicky Robinson, Tom Shanklin, Gareth Thomas, Gethin Jenkins, Leigh Halfpenny et Andy Powell.
- Rugby Calvisano où évoluent notamment Alessandro Zanni, Aaron Persico, Leonardo Ghiraldini et Ludovico Nitoglia.

Classement
|   | Équipe             | Pts | J | V | N | D | EM | EE | BO | BD | PM  | PE  | Δ    |
| - | ------------------ | --- | - | - | - | - | -- | -- | -- | -- | --- | --- | ---- |
| 1 | Cardiff Blues (1)  | 27  | 6 | 6 | 0 | 0 | 23 | 9  | 3  | 0  | 202 | 99  | +103 |
| 2 | Biarritz olympique | 15  | 6 | 3 | 0 | 3 | 14 | 4  | 1  | 2  | 121 | 88  | +33  |
| 3 | Gloucester Rugby   | 15  | 6 | 3 | 0 | 3 | 17 | 12 | 2  | 1  | 156 | 109 | +47  |
| 4 | Rugby Calvisano    | 0   | 6 | 0 | 0 | 6 | 8  | 37 | 0  | 0  | 87  | 270 | -183 |

## Joueurs et encadrement technique

### Encadrement technique
Jack Isaac (arrières) et Jacques Delmas (avants) poursuivent leur collaboration à la tête de l'équipe, mais suite à une série de mauvais résultats l'ancien entraîneur des avants Laurent Rodriguez est nommé directeur sportif le 10 novembre 2008 puis Delmas est démis de ses fonctions le 24 novembre et remplacé par l'ancien capitaine Jean-Michel Gonzalez.

### Effectif professionnel
Le capitaine demeure Jérôme Thion, supplée en cours de saison par Imanol Harinordoquy et Dimitri Yachvili. 
| Nom                   | Poste            | Date de naissance | Nationalité sportive | Sélections (PM) | Club précédent             | Arrivée au club | Formé au club |
| --------------------- | ---------------- | ----------------- | -------------------- | --------------- | -------------------------- | --------------- | ------------- |
| Fabien Barcella       | Pilier           | 27 octobre 1983   | France               | 3 (0)           | FC Auch                    | 2008            | -             |
| Benoît Bourrust       | Pilier           | 16 juin 1985      | France               | -               | Sale Sharks                | Mars 2008       | -             |
| Eduard Coetzee        | Pilier           | 8 septembre 1979  | Afrique du Sud       | -               | Aviron bayonnais           | 2007            | -             |
| Campbell Johnstone    | Pilier           | 7 janvier 1980    | Nouvelle-Zélande     | 3 (0)           | Crusaders                  | 2008            | -             |
| Mosese Moala          | Pilier           | 14 juin 1978      | Tonga                | 2 (0)           | US Tours                   | 2006            | -             |
| Nicolaas Pretorius    | Pilier           | 29 février 1984   | Afrique du Sud       | -               | Valke                      | 2008            | -             |
| Yvan Watremez         | Pilier           | 21 avril 1989     | France               | -               | Stade toulousain           | 2008            | -             |
| Benoît August         | Talonneur        | 20 décembre 1976  | France               | -               | Stade français             | 2004            | -             |
| Benoît Denoyelle      | Talonneur        | 2 décembre 1985   | France               | -               | -                          | 2004            | oui           |
| Benjamin Noirot       | Talonneur        | 17 décembre 1980  | France               |                 | US Dax                     | 2005            | -             |
| Antonin Raffault      | Talonneur        | 18 février 1989   | France               |                 | ASM Clermont               | 2008            | -             |
| Manuel Carizza        | Deuxième ligne   | 23 août 1984      | France               | 10 (5)          | Jockey Club Rosario        | 2005            | -             |
| César Damiani         | Deuxième ligne   | 9 octobre 1986    | France               | -               | Stade toulousain           | 2008            | -             |
| Trevor Hall           | Deuxième ligne   | 2 octobre 1978    | Afrique du Sud       | -               | Cats                       | 2006            | -             |
| Jean-Baptiste Roidot  | Deuxième ligne   | 9 mars 1988       | France               | -               | CS Bourgoin-Jallieu        | 2006            | -             |
| Jérôme Thion          | Deuxième ligne   | 2 décembre 1977   | France               | 29 (0)          | USA Perpignan              | 2003            | -             |
| Agustín Creevy        | Troisième ligne  | 15 mars 1985      | Argentine            | 1 (0)           | Club San Luis              | 2007            | -             |
| Jacques Cronjé        | Troisième ligne  | 4 août 1982       | Afrique du Sud       | 31 (20)         | Lions                      | 2007            | -             |
| Mohamed Dridi         | Troisième ligne  | 5 juin 1983       | France               | -               | RC Toulon                  | 2006            | -             |
| Imanol Harinordoquy   | Troisième ligne  | 20 février 1980   | France               | 42 (45)         | Section paloise            | 2004            | -             |
| Magnus Lund           | Troisième ligne  | 25 juin 1983      | Angleterre           | 10 (5)          | Sale Sharks                | 2008            | -             |
| Peio Som              | Troisième ligne  | 14 octobre 1981   | France               | -               | SU Agen                    | 2008            | -             |
| Samiu Vahafolau       | Troisième ligne  | 24 avril 1978     | Tonga                | 3 (0)           | Sanyo Wild Knights         | 2007            | -             |
| Fabien Cibray         | Demi de mêlée    | 15 octobre 1985   | France               | -               | Section paloise            | 2007            |               |
| Valentin Courrent     | Demi de mêlée    | 16 août 1982      | France               | -               | Stade toulousain           | 2008            |               |
| Dimitri Yachvili      | Demi de mêlée    | 19 septembre 1980 | France               | 26 (204)        | Gloucester RFC             | 2002            | -             |
| Julien Peyrelongue    | Demi d'ouverture | 2 avril 1981      | France               | 6 (3)           | Peyrehorade Sports         | 2000            | -             |
| Marcelo Bosch         | Centre           | 7 janvier 1984    | Argentine            | -               | Belgrano AC                | 2006            | -             |
| Romain Cabannes       | Centre           | 2 décembre 1984   | France               | -               | Section paloise            | 2006            | -             |
| Henry Fa'afili        | Centre           | 30 mai 1980       | Samoa                | -               | Warrington Wolves          | 2007            | -             |
| Andrea Masi           | Centre           | 30 mars 1981      | Italie               | 29 (35)         | Rugby Viadana              | 2006            | -             |
| Damien Traille        | Centre           | 11 mars 1972      | France               | 52 (79)         | Section paloise            | 2004            | -             |
| Laurent Tranier       | Centre           | 16 juillet 1989   | France               | -               | Stade toulousain           | 2008            | -             |
| William Amoussou      | Centre           | 20 juillet 1987   | France               | -               | Union Bordeaux Bègles      | 2008            | -             |
| Philippe Bidabé       | Ailier           | 13 janvier 1978   | France               | 2 (0)           | -                          | -               | oui           |
| Ilikena Bolakoro      | Ailier           | 22 août 1987      | Fidji                | -               | -                          | -               | oui           |
| Jean-Baptiste Gobelet | Ailier           | 13 mars 1982      | France               | -               | AS Montferrand             | 2002            | -             |
| Takudzwa Ngwenya      | Ailier           | 22 juillet 1985   | États-Unis           | 4 (5)           | Dallas Athletic Rugby club | 2007            | -             |
| Nicolas Brusque       | Arrière          | 7 août 1976       | France               | 26 (38)         | Section paloise            | 2001            | -             |
| Benjamin Thiéry       | Arrière          | 2 juin 1984       | France               | 4 (0)           | Aviron bayonnais           | 2007            | -             |

### Statistiques individuelles
Le joueur le plus utilisé de l'effectif en championnat est Jérôme Thion avec 2000 minutes de jeu disputées en 25 matchs. En Heineken Cup, Takudzwa Ngwenya est le joueur qui totalise le temps de jeu le plus élevé avec 415 minutes disputées en 5 matchs. 
Toutes compétitions confondues, les cinq joueurs les plus utilisés sont Jérôme Thion (2348 minutes), Damien Traille (2103), Takudzwa Ngwenya (2043), Julien Peyrelongue (1900) et Dimitri Yachvili (1881). 
L'équipe-type toutes compétitions confondues (en nombre de minutes jouées) est la suivante : Brusque - Ngwenya, Cabannes, Traille, Bidabé - Peyrelongue, Yachvili - Cronje, Vahafolau, Lund - Hall, Thion - Johnstone, August, Barcella
Le demi-de-mêlée Dimitri Yachvili est le meilleur réalisateur du club en championnat avec 197 points à son actif (dont 187 points inscrits au pied), devant Valentin Courrent (87 points, dont 77 au pied) et Julien Peyrelongue (43 points dont 20 au pied). Toutes compétitions confondues, il inscrit 224 points (dont 209 au pied). 
Takudzwa Ngwenya, avec 10 essais inscrits en Top 14, termine meilleur marqueur du club en championnat devant Julien Peyrelongue (4), Romain Cabannes et Benoît August (3). Toutes compétitions confondues, Takudzwa Ngwenya est en tête avec 10 réalisations, suivi de Julien Peyrelongue et Benoît August (6), Romain Cabannes, Jean-Baptiste Gobelet et Damien Traille (4).

## Aspects juridiques et économiques

### Structure juridique et organigramme
Serge Blanco succède à Marcel Martin à la présidence du club en décembre 2008 et l'encadrement sportif est restructuré suite au départ de Patrice Lagisquet et des préparateurs physiques Olivier Rieg et Olivier Ducourt.
| Direction | Administratif | Sportif |
| --- | --- | --- |
| - Président : Serge Blanco - Président de l'association omnisports : Roland Héguy - Direction administrative et financière : Gilles Viard, Pierre Bousquier, Gwenaëlle Carrère, Roland Labarthe, Yves Blum, Audrey Belain, Jean-François Astruc | - Responsables sécurité : Bernard Lejeune, Bertrand Arcamone - Commission partenariat : Michel Langla, Bernard Forestier, Georges Salle, Virginie Condret, Bénédicte Scribans, Jean Lissalde, Inès Personnaz, Alain Coret, Claire Derousseaux - Speaker : Jean-Louis Berho | - Directeur sportif : Laurent Rodriguez (à partir de novembre 2008) - Entraîneurs : Jack Isaac et Jacques Delmas puis Jean-Michel Gonzalez - Manager : Georges Darrieumerlou - Préparateurs physiques : Alex Marco, Olivier Moreau, Manu Plaza - Médecins : Jean-Louis Rebeyrol, Marc Bouvard, Henri Bonnet, Didier Lartigau, Laurent Etchebarne, Patrice Boutevin, Vincent Lagardère - Intendance : Jean-Baptiste Arla, Jean Barbertéguy, Bernard Laborde |

### Tenues, équipementiers et sponsors
Le Biarritz olympique est équipé par la marque Puma pour la septième saison consécutive.
L'équipe évolue avec trois jeux de maillots :
- Un maillot rouge sur la partie supérieure et blanc sur la partie inférieure. Le short et les chaussettes sont uniformément rouges.
- Un maillot noir avec la manche droite blanche et la manche gauche rouge. Le short et les chaussettes sont uniformément noires.
- Un maillot blanc avec la manche droite verte et la manche gauche rouge. Le short et les chaussettes sont uniformément blancs.

L’unique sponsor apparaissant sur le maillot est Cap Gémini, entreprise présidée par Serge Kampf.

## Affluence au stade
Toutes compétitions confondues, 139 500 entrées sont enregistrées pour les 16 rencontres disputées au Parc des Sports d'Aguiléra, l'affluence moyenne du club à domicile est de 8 719 spectateurs, soit un taux de remplissage de 65 %.
Affluence à domicile (Parc des Sports d’Aguiléra)